# Гамбитные соревнования
Гамбитные соревнования — шахматные турниры и матчи, проводившиеся в начале XX века, в которых участники были обязаны применять заранее оговорённые гамбиты. Целью соревнований была популяризация гамбитных начал, а также поиск новых вариантов (продолжений).
К официальным соревнованиям относятся турниры 1903 (в Вене), 1912 (в Аббации) и 1914 (в Бадене) годов. Неофициальные гамбитные соревнования были организованы на средства шахматного мецената Исаака Райса.

## Официальные соревнования
| № | Год  | Место   | Дебют              | Победитель       | + | − | = | Очки      |
| - | ---- | ------- | ------------------ | ---------------- | - | - | - | --------- |
| 1 | 1903 | Вена    | Королевский гамбит | Михаил Чигорин   |   |   |   | 13 из 18  |
| 2 | 1912 | Аббация | Королевский гамбит | Рудольф Шпильман |   |   |   | 15 из     |
| 3 | 1914 | Баден   | 4 гамбита на выбор | Рудольф Шпильман |   |   |   | 12½ из 18 |

## Неофициальные соревнования
| № | Год  | Место           | Победитель                       | + | − | = | Очки     |
| - | ---- | --------------- | -------------------------------- | - | - | - | -------- |
| 1 | 1903 | Брайтон         | Михаил Чигорин                   | 2 | 1 | 3 | 3½ : 2½  |
| 2 | 1904 | Монте-Карло     | Фрэнк Маршалл Рудольф Свидерский |   |   |   | 6 из 10  |
| 3 | 1905 | Санкт-Петербург | Михаил Чигорин                   |   |   |   | 12 из 14 |
| 4 | 1911 | Мюнхен          | Семён Алапин                     |   |   |   | 4½ из 6  |